# Konferencia
A konferencia különböző szervezetek, testületek, egyesületek olyan nagyobb szabású összejövetele, amelyen azonos hivatású, közös érdeklődési körű résztvevők jelennek meg, abból a célból, hogy meghatározott témában bővítsék szakmai tudásukat és kicseréljék tapasztalataikat (tanácskozás, értekezlet, vitaülés). Általában záróokmányt készítenek. A konferenciaturizmus a hivatásturizmus legfontosabb ága.

## Alaptípusai
- tudományos konferencia

Nem nyereségorientált, tudományos célokat szolgáló rendezvények. Az információáramlás gyorsítását, a kutatási eredmények publikálását, megvitatását, további kutatásra bocsátásával, az emberiség, a világ haladása érdekében szolgálják. Kiemelt fontosságú rendezvények (Hosszú megtérülésű idejűek.)
- üzleti konferencia

Gyors anyagi előnyöket várnak tőle, amit állandóan változó, gyors sebességgel fejlődő eredményeknek a gazdasági élet vérkeringésébe juttatását követeli meg, azért, hogy az adott vállalat talpon tudjon maradni a világgazdaságban.

## A konferenciák csoportosítása
- kongresszus
- konferencia
- vándorgyűlés
- ankét
- szűk körű rendezvények